# Robert K. Logan
Robert K. Logan (31 d'agost de 1939) és un físic de la Universitat de Toronto. Amb una formació acadèmica com a físic, Robert K. Logan és un conegut expert en l'ecologia de mitjans. Va obtenir una llicenciatura i un doctorat en el MIT el 1961 i el 1965, respectivament. Després de dues col·laboracions postdoctorals a la University of Illinois (1965-7) i la University of Toronto (1967-8), el 1968 es va convertir en professor de física de la University of Toronto (professor emèrit des de 2005). Els seus treballs més coneguts són The Alphabet Effect, basat en un treball realitzat en col·laboració amb McLuhan; The Sixth Language: Learning a Living in the Internet Age i The Extended Mind: The Emergence of Language, the Human Mind and Culture. En l'actualitat, Robert Logan és el director científic de l'Strategic Innovation Lab de l'Ontario College of Art and Design (OCAD, Toronto).